# Camillina isabela
Camillina isabela är en spindelart som beskrevs av Norman I. Platnick och Murphy 1987. Camillina isabela ingår i släktet Camillina och familjen plattbuksspindlar. Inga underarter finns listade.